# Ku Sang
Ku Sang (en hangeul : 구상), né le 16 septembre 1919 à Séoul et mort le 11 mai 2004 dans la même ville, est un poète coréen.

## Biographie
Ku Sang est issu d'une famille catholique. Né à Séoul, il grandit à Wonsan, ville située actuellement en Corée du Nord. Il étudie la philosophie et l'histoire des religions au Japon. Il y fait la découverte des œuvres de Claudel, Gabriel Marcel, Jacques Maritain. Il a été journaliste et professeur à la faculté des lettres de l'université Chung-Ang à Séoul,.
Tuberculeux depuis sa jeunesse, l'expérience de la maladie et la proximité de la mort ont profondément influencé son regard poétique.
Ses premiers poèmes furent publiés en 1946 en Corée du Nord et lui valurent la prison. Il s'évada pour la Corée du Sud, où il connut, là encore, la prison en 1953, en raison de la publication d'un texte intitulé « Dénonciation de la démocratie ».

## Œuvre
Ku Sang a commencé à écrire de la poésie à partir de ses années universitaires. Son premier recueil de poésie fut publié par la ligue des auteurs de Wonsan. Ces poèmes furent sévèrement critiqués par le Parti Communiste au Nord, ce qui l'amena à s'exiler en Corée du Sud. 
Il a aussi écrit des essais sur la littérature, sur les problèmes de société en Corée et sur la religion. Les spécialistes de la poésie en Corée ont rapidement mis en relief son style épuré et le ton direct de sa poésie (« le langage poétique de Ku Sang est extrêmement clair dans la mesure où il utilise des expressions très directes voire candides »). 
La poésie de Ku Sang traite de sujets comme l'injustice, les inégalités, et l'absurdité des sociétés modernes. Son travail est aussi surplombé par sa foi chrétienne, ce qui pousse le poète à une quête du repentir à travers ses écrits. Il rejette la recherche esthétique qui manque de profondeur spirituelle et la créativité qui manquerait d'une forte conscience historique . On peut retrouver ces notions dans son recueil emblématique Poèmes des terres en friches (Choto-ui si). Ce recueil a été publié d'après son expérience de la Guerre de Corée (1950-1953) ; il y dépeint comment peuvent être surmontées les souffrances de la guerre et comment on peut obtenir le salut après de telles épreuves. Si la foi chrétienne de Ku Sang est présente dans ses écrits, le poète n'a pas pour autant négligé des thèmes comme le bouddhisme, la culture traditionnelle, la culture élitiste des lettres chinoises, la pensée taoïste, etc. Ainsi, la poésie de Ku Sang est-elle imprégnée d'une foi profonde tout en ayant une conscience permanente du poids et de l'importance de l'histoire.

## Liste des œuvres
Poésie
- 구상시집 Poèmes de Ku Sang, 1951.
- 초토의 시 Poèmes des terres en friches, 1956.
- 말씀의 실상 La Réalité du Verbe, 1980.
- 까마귀 Le Corbeau, 1981.
- 드레퓌스의 벤치에서 Sur le banc de Dreyfus, 1983.
- 구상연작시집 Poèmes suivis de Ku Sang, 1985.
- 개똥밭 Les Champs de crottes de chien, 1987.
- 시와 삶의 노트 Notes sur la poésie et sur la vie, 1988.
- 유치찬란 Splendeurs enfantines, 1989.
- 조화 속에서 Dans l'harmonie (poèmes choisis), 1991.
- 오늘 속의 영원, 영원 속의 오늘 L'Éternité dans aujourd'hui, aujourd'hui dans l'éternité, 1996.

Essais
- Paroles et réflexions (1960)
- Aujourd'hui dans l'éternité (1976)
- Le Cosmonaute et l'Harmonica (1977)
- La Rivière de Saint-Christophe (1978)
- Pour vérifier l'existence (1982)
- Allumer ne serait-ce qu'une bougie (1985)
- Satisfactions et joies de la vie (1987)
- Introduction à la création poétique moderne (1988)
- Il faut ouvrir les yeux (1995)

Théâtre
- 1965 : La Honte (1965)
- 1980 : Hwang Jini (1980)

Prose
- Jésus de Nazareth (1979)
- Comme Il marchait seul (1981)
- Notes de poésie et de vie ; Triste individu (contes) (1988)
- La Vie d'un artiste (textes autobiographiques) (1933)

Correspondance
- À ma fille, Ja-yeong (1985)

## Traductions en français
- Terre brûlée, Thésaurus (1986)
- Sur le banc de Dreyfus (1994)
- Aujourd'hui l'éternité, trad. Roger Leverrier, La Différence, « Orphée » (1997)